# ヤドリギ科
ヤドリギ科（学名：Viscaceae）は被子植物の科。すべて半寄生植物からなり、他の樹木の枝に着生する。いわゆる「ヤドリギ類」に含まれる。APG植物分類体系ではビャクダン科に含めているが、クロンキスト体系では独立の科とし、世界の熱帯から温帯に分布する約7属450種を含めている。新エングラー体系等ではオオバヤドリギ科など、いわゆるヤドリギ類を含めている。

## 性質
半寄生の低木で、他の樹木の枝に生え寄生根で固着する。葉は対生し、葉が小型に退化し茎で光合成する種（ヒノキバヤドリギ属）もある。果実は液果で1個の粘着性のある種子を含み、鳥などに食べられ排泄されたあとも枝などに粘着しやすい。

## 属
- Arceuthobium
- Dendrophthora
- Ginalloa
- ヒノキバヤドリギ属 Korthalsella - ヒノキバヤドリギ
- Notothixos
- Phoradendron
- ヤドリギ属 Viscum - ヤドリギ